# 鄭熙溶
鄭熙溶（：／ Jeong Hee-yong，1976年10月1日—），大韓民國保守派政治人物，現任國會議員。